# Hans Rott
Pour les articles homonymes, voir Rott.
 (décembre 2007).
Si vous disposez d'ouvrages ou d'articles de référence ou si vous connaissez des sites web de qualité traitant du thème abordé ici, merci de compléter l'article en donnant les références utiles à sa vérifiabilité et en les liant à la section « Notes et références ».
Hans Rott , né le 1er août 1858 à Vienne et mort dans cette même ville le 25 juin 1884, est un compositeur autrichien.
Il est souvent comparé à Anton Bruckner et Gustav Mahler. Il y a un regain d'intérêt pour ses œuvres et le nom de Hans Rott ressurgit peu à peu de l'oubli.

## Biographie
Hans Rott voit le jour dans le 15e arrondissement (district) de Vienne. Il est issu de l'union entre Karl-Matthias Rott et la chanteuse et comédienne Maria-Rosalia Lutz. Au cours de sa scolarité, Hans Rott révèle des dispositions musicales qui le conduisent à s'inscrire au Conservatoire de Vienne de 1874 à 1877. Il y étudie l'harmonie avec Hermann Graedener, le piano avec Leopold Landskron et l'orgue avec le célèbre compositeur Anton Bruckner qui l'estime beaucoup. Pendant ses études musicales au Conservatoire de Vienne, il se lia d'amitié avec Hugo Wolf et Gustav Mahler, avec qui il partagea une chambre. Outre l'influence de Bruckner, Rott découvre l'œuvre de Richard Wagner au festival de Bayreuth de 1876.
Au conservatoire, Hans Rott compose intensément avant de composer une symphonie en mi majeur (1878-80) qui impressionne par sa maîtrise orchestrale et ses qualités mélodiques autant que par ses citations wagnériennes à peine dissimulées. Bien qu’encouragé par Bruckner, Rott échoue à faire jouer la symphonie en mi majeur par Hans Richter, puis la soumet au jugement de Johannes Brahms, Eduard Hanslick et Karl Goldmark afin de pouvoir bénéficier d’une bourse d’État. Nouvel échec, car Brahms voit dans la symphonie autant de « belles choses que d’éléments banals ou dépourvus de sens ».
Dès lors la santé mentale de Rott se détériore rapidement, et le drame se produit dans un train qui mène le jeune compositeur à Mulhouse où l’attend une place de chef de chœur. Indisposé par un voyageur qui allume son cigare, Rott le menace de son revolver puis affirme que « Brahms a rempli le train de dynamite ! » Aussitôt interné à l’hôpital psychiatrique de Vienne, il décède de la tuberculose (ou d'un cancer des poumons ; son acte de décès mentionne : Lungenkrank, maladie des poumons) quatre ans plus tard, après plusieurs tentatives de suicide et sans avoir plus écrit une seule note de musique.
Pendant près de cent ans, le nom et l’œuvre de Rott tombèrent dans l’oubli, avant la (re)découverte de la symphonie en mi majeur dans les archives de la Bibliothèque nationale autrichienne à la fin des années 1980 par le musicologue Paul Banks.

## Son œuvre

### Style
À propos de Rott, Mahler aurait déclaré :

« Ce que la musique a perdu avec lui est incommensurable : son génie s'envole tellement haut, déjà dans sa première symphonie, qu'il a écrite lorsqu'il était un jeune homme de vingt ans et qui fait de lui - le mot n'est pas trop fort - le fondateur de la symphonie nouvelle, comme je la comprends. Mais ce qu'il voulait n'est pas encore atteint véritablement. C'est comme si quelqu'un lançait quelque chose de toutes ses forces mais, parce qu’il est encore maladroit, n’atteint pas vraiment son but. Mais je sais où il voulait arriver. Oui, il est si proche de ce qui m’est le plus personnel que lui et moi apparaissons comme deux fruits du même arbre, issus du même sol, nourris du même air. J’aurais pu retirer énormément de lui et peut-être aurions-nous, ensemble, d’une certaine manière exploité à fond le contenu de ces temps nouveaux qui étaient en train d’éclore pour la musique. »

— Mémoires de Natalie Bauer-Lechner.
Hans Rott s'inscrit dans la lignée des grands symphonistes germaniques tels que Bruckner, Brahms et Schumann. Mais sa principale source d'inspiration se trouve dans l'œuvre de Wagner. En effet, nous pouvons retrouver dans le langage du jeune compositeur autrichien (Notamment dans son Ouverture pour Jules César et même dans sa Symphonie) de fortes réminiscences wagnériennes. Rott fait ainsi partie d'une génération, avec Wolf et Mahler, que l'on pourrait qualifier d'avant-garde viennoise, dont les préceptes sont hérités de la Nouvelle École allemande de Liszt, Wagner et Bruckner. Cette génération jette ainsi un pont entre le romantisme et le modernisme.
Malheureusement, Hans Rott ne put avoir une influence directe sur l'évolution du langage musical. Mais ses œuvres peuvent être considérées comme le chaînon manquant entre les symphonies de Bruckner et celles de Mahler, notamment dans sa remarquable Première Symphonie, où l'on remarque que son langage évolue d'un lyrisme wagnérien à un modernisme mahlérien tout en passant par des chorals brucknériens. Mais le langage de Rott annonce par moments les œuvres de Max Reger[réf. nécessaire], en atteste son Prélude pastoral. Ainsi, malgré sa courte existence, Hans Rott peut être considéré comme un compositeur d'assez grande importance dans le courant progressiste germanique à l'instar d'un Wolf ou d'un Mahler.

### Rott et Mahler
Après la redécouverte des œuvres de Hans Rott, une polémique naquit au sein de nombreux cercles d'experts du fait des ressemblances troublantes avec les premières œuvres de Gustav Mahler. Ainsi, ce dernier fut accusé de plagiat notamment à cause des similitudes du Scherzo de la symphonie Titan avec celui de la Première Symphonie de Rott ou encore de l'apparition de plusieurs thèmes de son condisciple dans ses deux premières symphonies (notamment dans le Scherzo de la symphonie Résurrection).
Toutefois, d'après les pourfendeurs de cette polémique, le Klagende Lied, contemporain de la Symphonie d'Hans Rott, comporte beaucoup plus d'éléments mahlériens que cette dernière. En outre, et surtout, Mahler considérait Rott comme « le père de la Symphonie nouvelle » : il n'est donc pas exclu qu'il se soit inspiré du travail de son ancien camarade ou qu'il ait cherché à lui rendre hommage.

## Œuvres principales

### Œuvres orchestrales
- Une ouverture pour Hamlet (1876)
- Prélude orchestral en Mi majeur (1876)
- Une ouverture pour Jules César (1877)
- Suite pour orchestre n°1 en Si bémol majeur (1877)
- Suite pour orchestre n°2 en Mi majeur (1878)
- Prélude pastorale/Une ouverture pour Elsbeth en Fa majeur (1880)
- Symphonie n°1 en Mi majeur (1878-1880) en quatre mouvements : Alla breve / Sehr langsam ("très lentement") / Frisch und lebhaft ("frais et vivant" : scherzo) / Sehr langsam-belebt ("très lentement-animé"). Monumentale, l'œuvre s'étale durant environ 55 minutes dont quasiment la moitié pour le finale.
- Symphonie n°2 (Inachevée)

### Musique de chambre
- Symphonie pour orchestre à cordes en La bémol majeur (1874-1875)
- Pater Noster en Sol majeur pour baryton, quintette à corde et orgue (1876)
- Quatuor à cordes en Do mineur (1876-1877)
- Étude d'après un thème de D-A-C-H en Ré majeur pour quintette à cordes (1877)

### Musique vocale
- Epigonen pour chœur mixte a cappella (1877)
- Das Echo pour chœur mixte a cappella
- Der Tod, oratorio pour chœur et orchestre (Inachevé)

### Lieder
- Das Abendglöcklein pour alto et piano
- Geistergruß pour basse et piano
- Mailied pour soprano/ténor et piano
- Der Sänger pour basse et piano
- Das Veilchen pour soprano/ténor et piano
- Das Vergißmeinnicht pour ténor et piano
- Wanderers Nachtlied pour baryton/basse et piano
- Das Winterlied pour baryton et piano
- Zwei Wünsche pour soprano/ténor et piano

### Pièces pour piano
- Andante en Fa majeur
- Fugue en Do majeur
- Fugue en Do mineur pour piano à quatre mains
- Idylle en Ré majeur
- Menuet en Ré bémol majeur
- Scherzo en La mineur

## Hommages
- (11019) Hansrott, astéroïde[1].

## Discographie non-exhaustive
- Symphonie n°1 en Mi majeur (1878-1880) : Leif Segerstam / Orchestre du Danemark (BIS, 1992), Paavo Järvi / Orchestre symphonique de la radio de Francfort (RCA, 2012), Jakub Hrůša / Orchestre symphonique de Bamberg (DG, 2022).
- Suite pour orchestre n°1 en Si bémol majeur (1877) : Paavo Järvi / Orchestre symphonique de la radio de Francfort (RCA, 2012).
- Intégrale de l'œuvre pour orchestre en deux volumes par Christopher Ward et l'orchestre du Gürzenich de Cologne (Capriccio, 2020) : Ouverture de Hamlet ; Suite en mi majeur ; Prélude de Jules César ; Prélude en mi majeur ; Suite en si bémol majeur ; Prélude pastoral ; Symphonie en mi majeur ; Symphonie pour cordes en la bémol majeur ; Mouvement de symphonie en mi majeur.